# 野狼計劃
《野狼計劃》（台湾又译作）是TAITO於1987年發行的單人使用街機光線槍射擊遊戲，玩家要扮演綠扁帽部隊深入恐怖份子的軍事重地來拯救人質，並安全護送他們至機場離開，全6關，日語版街機與移植的PC-E版本可以選擇起始關卡。

## 武器

### 烏茲衝鋒槍
玩家的主要武器，初期配置5枚彈夾，一枚彈夾30發子彈。
型号为标准型的缩短型Mini-Uzi

### 枪榴彈
玩家的副武器，可以清除掉畫面的多數敵人，初期配置5發。
原型为Uzi冲锋枪通过空包弹击发从枪口发射的枪榴弹

## 道具
- 彈夾

彈夾數量+1
- 榴彈

榴彈砲彈數+1
- 營養藥水

回復生命值5
- FREE

10秒內烏茲衝鋒槍彈數無限射速加快
- 強力炸藥

清除掉全畫面的敵人

## 關卡簡介
英文版固定按以下顺序进行，日文版可以选择过关顺序，其中丛林、战俘营和机场为通关必须，即最少可以只打这三关。
- 通信所

破壞敵方通訊，讓敵人無法增援。若日文版选择顺序时不打此关，则每过一关后所有剩余未过关卡的任务均增加若干敌人。
- 叢林

打探戰俘營的位置，日文版通关必须，通過此關卡后才會出現戰俘營關卡。
- 部落

过关后暫歇休息(回復20点生命值)。若日文版不打此关，则机场的任务增加2辆装甲车。
- 軍火庫

破壞敵人補給重地，过关后回復我方彈藥(彈藥加滿)。若日文版不打此关，则机场的任务增加2架直升机。
- 戰俘營

拯救人質，日文版通关必须，通过此关后才会出现机场。人质共有5人，若人质全灭，则过关后game over。
- 機場

敵方基地脫出，任務完成，日文版通关必须。上一关成功营救的人质人数在本关需要再护送一次。

## 系列作品
- 閃電計劃（OPERATION THUNDERBOLT）（1988年）
- 野狼計劃3（OPERATION WOLF 3）（1994年）
- 猛虎計劃（OPERATION TIGER）（1998年）

## 外部連結
- TAITO Memories2下卷（2008年6月26日發售，收錄本作）